# リバースチール
リバースチール株式会社（英文名称River Steel Co.,Ltd.）は、鋼材の加工・販売、建設事業などを行っていた企業。リバー（=川）スチール（=鉄）の名が示す通りかつては川崎製鉄のグループ企業であり、現在はJFEグループの一角を占めている。

## 沿革
- 1948年4月 - 鋼材特約店として、横浜市西区にて佐野鋼材株式会社創業。
- 1964年4月 - 本社を横浜市磯子区に移転、建設事業に進出。
- 1971年10月 - リバースチール株式会社に社名変更。
- 1973年1月 - 金沢区鳥浜町に鋼管工場新設。
- 2018年4月 - JFE鋼材株式会社との合併により消滅。

## 事業所
- 総務部・建設部・鉄鋼部・鋼材加工部・企画営業部 - 〒235-8505 神奈川県横浜市磯子区新磯子町1番地
- 磯子工場 - 〒235-8505 神奈川県横浜市磯子区新磯子町3番地
- 鋼管部 - 〒236-0002 神奈川県横浜市金沢区鳥浜町7番地
- 相模流通センター - 〒252-0244 神奈川県相模原市中央区田名3405番地1

## 事業内容
- 鋼材販売
- 鋼材加工
- 鋼管 - 鳥浜工場で、自動車や産業機械の部品の製造を行う。
- 建設 - 急傾斜地の防災工事や道路・公園など都市基盤関連の公共事業を中心に手がける。
- 企画営業 - 遊休地の活用提案や耐震診断、環境関連事業を行う。
- 1988ー92年頃にはカヤックを作っていたことがあった。川鉄　マジェッタ・トランパーなど合金製であった。